# ولیمیر ۳۱۱۲
سیارک ۳۱۱۲ (به انگلیسی: 3112 Velimir، نامگذاری:1977QC5) سه هزار و صد و دوازدهمین سیارک کشف شده‌است که در ۲۲ اوت ۱۹۷۷ کشف شد.
قدر مطلق سیارک برابر ۱۲٫۹۰ است.